# Canbao
Canbao (kinesiska: 参宝乡, 参宝) är en socken i Kina. Den ligger i provinsen Sichuan, i den sydvästra delen av landet, omkring 250 kilometer sydost om provinshuvudstaden Chengdu. Antalet invånare är 19 508. Befolkningen består av 9 625 kvinnor och 9 883 män. Barn under 15 år utgör 26,0 %, vuxna 15-64 år 60 %, och äldre över 65 år 13,0 %.
Genomsnittlig årsnederbörd är 1 491 millimeter. Den regnigaste månaden är september, med i genomsnitt 291 mm nederbörd, och den torraste är december, med 27 mm nederbörd.